# Hector-Irénée Sévin
Hector-Irénée Sévin (Simandre-sur-Suran, 22 marzo 1852 – Lione, 4 maggio 1916) è stato un cardinale e arcivescovo cattolico francese.

## Biografia
Hector-Irénée Sévin nacque il 22 marzo 1852 a Simandre-sur-Suran, dipartimento dell'Ain e diocesi di Belley, due mesi dopo la proclamazione del Secondo Impero francese (oggi nella parte centro-orientale della Repubblica francese).

### Formazione e ministero sacerdotale
Compì gli studi primari al seminario minore di Belley ed in seguito decise di seguire la vocazione al sacerdozio, iscrivendosi così al seminario maggiore della medesima città e diocesi; venne ordinato suddiacono il 19 dicembre 1874 e poi diacono il 22 maggio 1875. Al termine degli studi, ricevette l'ordinazione sacerdotale il 10 giugno 1876 per imposizione delle mani di Jean-Joseph Marchal, vescovo di Belley; si incardinò, ventiquattrenne, come presbitero della medesima diocesi.
Poco dopo l'ordinazione gli venne affidato l'incarico di vicedirettore dell'Istituto per sordomuti nella vicina Bourg-en-Bresse, dove rimase per un anno. Nel 1876 divenne professore di greco e poi nel 1885 docente di teologia dogmatica, Sacre Scritture e storia della Chiesa presso il seminario di Brou, di cui divenne rettore nel 1888; lo stesso anno venne insignito del titolo di canonico onorario del Capitolo della cattedrale di Belley.
Nel 1891 venne trasferito agli uffici di direttore delle istituzioni educative e delle conferenze ecclesiastiche diocesane, divenendo al contempo canonico titolare del Capitolo, e nel 1904 divenne vicario generale della diocesi di Belley; ricoprì tali incarichi fino alla promozione all'episcopato.

### Ministero episcopale e cardinalato

#### Vescovo di Châlons
Il 9 marzo 1908 papa Pio X lo nominò, quasi cinquantaseienne, vescovo di Châlons; succedette a Gaspard-Marie-Michel-André Latty, trasferito alla sede metropolitana di Avignone il 15 ottobre 1907. Ricevette la consacrazione episcopale il 5 aprile successivo, nella cattedrale di San Giovanni a Belley, per imposizione delle mani del cardinale Louis-Henri-Joseph Luçon, arcivescovo metropolita di Reims, assistito dai co-consacranti monsignori Latty, suo predecessore, e François-Auguste Labeuche, vescovo di Belley. Prese possesso della diocesi durante una cerimonia svoltasi nella cattedrale di Santo Stefano a Châlons-en-Champagne il 14 aprile seguente, mentre il 29 aprile la nomina venne pubblicata in concistoro. Come suo motto episcopale scelse Dona mihi populum meum, che tradotto vuol dire "Donami il mio popolo" (Libro di Ester 7, 3).

#### Arcivescovo di Lione
Il 2 dicembre 1912 lo stesso papa lo promosse, sessantenne, arcivescovo metropolita di Lione, assumendo contestualmente anche il titolo onorifico di primate delle Gallie; succedette al cardinale Pierre-Hector Coullié, deceduto il 12 settembre precedente all'età di ottantatré anni; lo stesso giorno richiese il pallio, simbolo di comunione tra il metropolita e la Santa Sede. Prese possesso dell'arcidiocesi durante una cerimonia svoltasi nella cattedrale dei Santi Giovanni Battista e Stefano a Lione l'8 dicembre successivo e venne poi intronizzato il 19 dicembre.

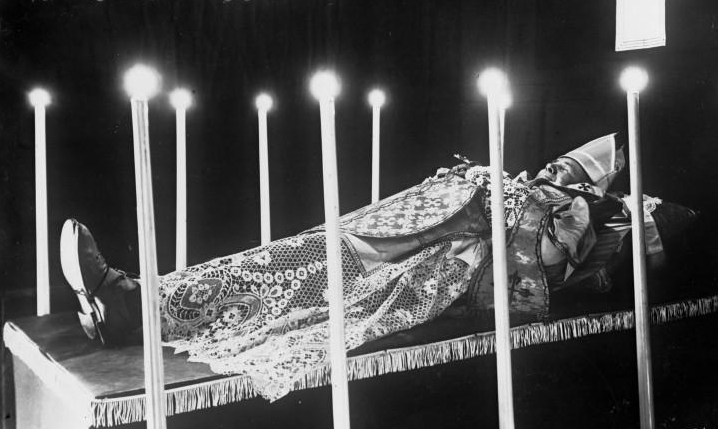
Esposizione della salma del cardinale Sévin presso la cattedrale di Lione l'11 maggio 1916.

Papa Pio X lo creò cardinale nel concistoro del 25 maggio 1914; sessantaduenne, è stato il sedicesimo arcivescovo di Lione a ricevere la porpora, il quarto consecutivo. Il 28 maggio successivo gli vennero conferiti la berretta cardinalizia ed il titolo presbiterale della Santissima Trinità al Monte Pincio, vacante dalla morte del suo predecessore Coullié; lo stesso giorno venne nominato membro della Congregazione concistoriale e della Congregazione degli studi.
Dopo la morte di papa Pio X, prese parte al conclave del 1914, che si concluse con l'elezione al soglio pontificio del cardinale Giacomo della Chiesa con il nome di Benedetto XV.
Il 13 febbraio 1915 divenne protettore della Lega sacerdotale internazionale Pro Pontifice et Ecclesia.
Dopo aver sofferto per quattro giorni di peritonite, morì il 4 maggio 1916 presso l'ospedale Saint-Joseph di Lione, all'età di sessantaquattro anni. Le esequie si svolsero l'11 maggio successivo nella cattedrale metropolitana e primaziale di Lione alla presenza di tre cardinali, ventidue tra arcivescovi e vescovi, due abati mitrati ed autorità civili e militari; al termine dei solenni funerali, la salma venne tumulata all'interno della medesima cattedrale.

## Genealogia episcopale e successione apostolica
La genealogia episcopale è:
- Cardinale Scipione Rebiba
- Cardinale Giulio Antonio Santori
- Cardinale Girolamo Bernerio, O.P.
- Arcivescovo Galeazzo Sanvitale
- Cardinale Ludovico Ludovisi
- Cardinale Luigi Caetani
- Cardinale Ulderico Carpegna
- Cardinale Paluzzo Paluzzi Altieri degli Albertoni
- Papa Benedetto XIII
- Papa Benedetto XIV
- Papa Clemente XIII
- Cardinale Giovanni Francesco Albani
- Cardinale Carlo Rezzonico
- Cardinale Antonio Dugnani
- Arcivescovo Jean-Charles de Coucy
- Cardinale Gustave-Maximilien-Juste de Croÿ-Solre
- Vescovo Charles-Auguste-Marie-Joseph Forbin-Janson
- Cardinale François-Auguste-Ferdinand Donnet
- Vescovo Charles-Emile Freppel
- Cardinale Louis-Henri-Joseph Luçon
- Cardinale Hector-Irénée Sévin

La successione apostolica è:
- Vescovo Jacques-Louis Monestès (1911)
- Vescovo Jean-Marie Bourchany (1914)
- Vescovo Désiré-Hyacinthe Berthoin (1915)